# Lycée viticole de Beaune

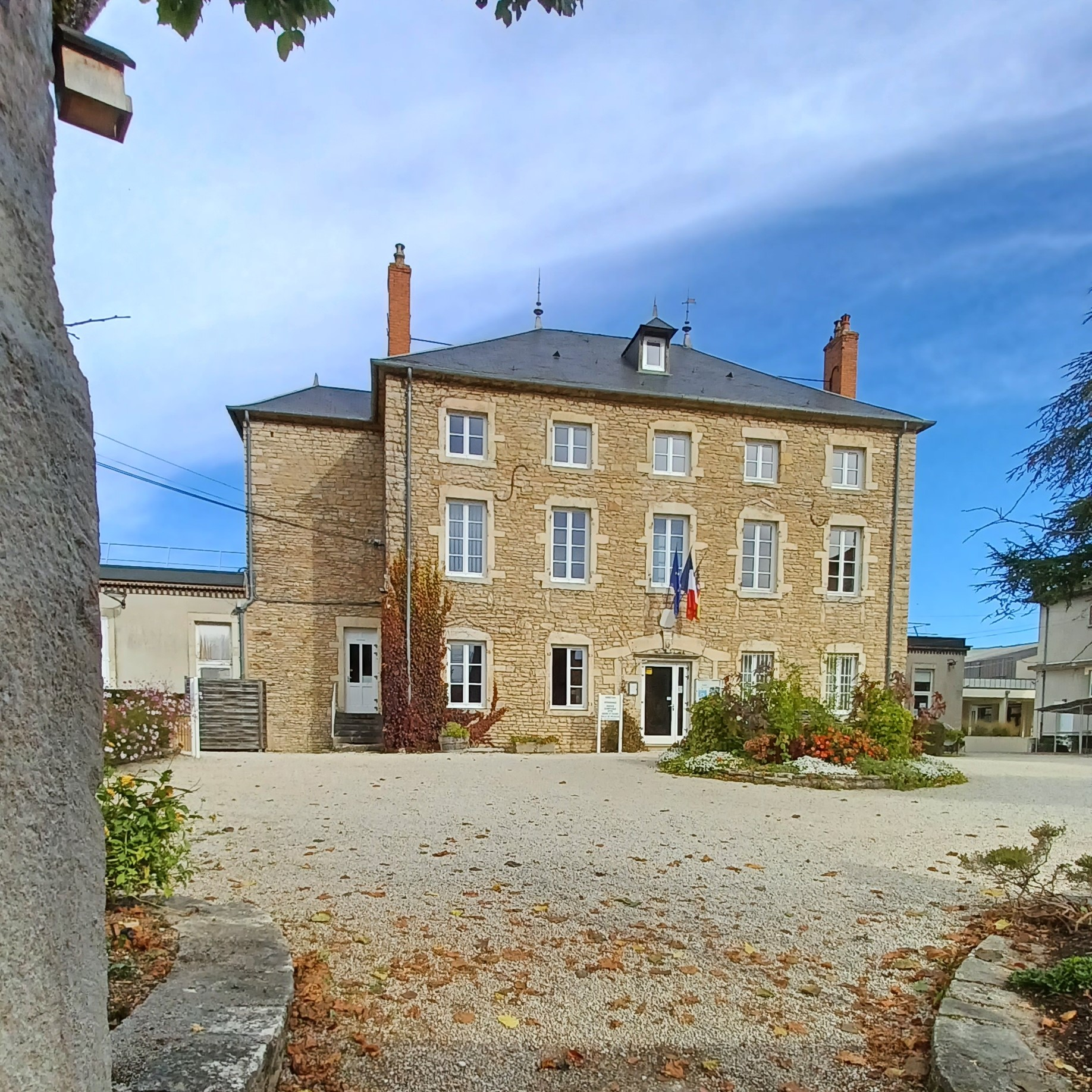
Weinbauschule in Beaune

Das Lycée viticole de Beaune ist eine Berufsfachschule für Weinbau in Beaune und neben der Fachhochschule für Agrarwissenschaft als Dependance des in Dijon ansässigen Institut Universitaire de la Vigne et du Vin die zweite Bildungseinrichtung für diese Berufsrichtung in der Stadt.

## Geschichte
Die praktische Landwirtschafts- und Weinbauschule in Beaune wurde am 16. Juli 1884 durch einen Erlass des Landwirtschaftsministeriums im ehemaligen Weingut Saint-Philibert mit dem vorrangigen Ziel gegründet, Mittel zur Bekämpfung der Reblausplage zu erforschen, die die Weinberge zerstörte. Im Laufe der Jahre wurde die Struktur dieser Schule so verändert, dass sie den sich wandelnden Bedürfnissen ihres Gebiets gerecht werden konnte. Dazu gehörte schon früh der Aufbau einer Baumschule und ein Veredelungszentrum.
Der Agro-Campus Beaune Viti, gemeinhin als Viti de Beaune bezeichnet, umfasst eine allgemeinbildende Sekundarschule mit dem Abschluss des Abiturs, ein Ausbildungszentrum für Lehrlinge (Centre de formation d'apprentis, CFA), ein Zentrum für Berufsbildung und landwirtschaftliche Förderung (Centre de formation professionnelle et de promotion agricole, CFPPA) sowie der 19 ha große Weinbaubetrieb Domaine-Viticole. Die meisten Flächen stammen aus Schenkungen, die die Institution im Laufe der Jahre bekommen hat.
Die Einrichtung liegt etwas außerhalb des Stadtgebietes direkt in den Weinbergen und hat seit mehr als einem Jahrhundert zusammen mit der Stadt Beaune, Hauptstadt der Burgunderweine, einen weltweiten Ruf erworben.